# 小国村 (福島県)
小国村（おぐにむら）は福島県伊達郡にあった村。現在の伊達市霊山町下小国・霊山町上小国および福島市大波にあたる。

## 地理
- 山：一貫森、天井山、雨乞山
- 河川：広瀬川

## 歴史
- 1889年（明治22年）4月1日 - 町村制の施行により、下小国村、上小国村、大波村の区域をもって発足。
- 1955年（昭和30年）
  - 1月31日 - 掛田町・霊山村・石戸村と合併して霊山町が発足。同日小国村廃止。
  - 3月31日 - 霊山町のうち旧村域の一部（大波）が福島市に編入。
- 2006年（平成18年）1月1日 - 霊山町が伊達町・梁川町・保原町・月舘町と合併して伊達市が発足。

## 交通

### 道路
- 中村街道（現・国道115号）